# Knautia midzorensis
Knautia midzorensis är en tvåhjärtbladig växtart som beskrevs av Form. Knautia midzorensis ingår i släktet åkerväddar, och familjen Dipsacaceae. Inga underarter finns listade i Catalogue of Life.

## Bildgalleri

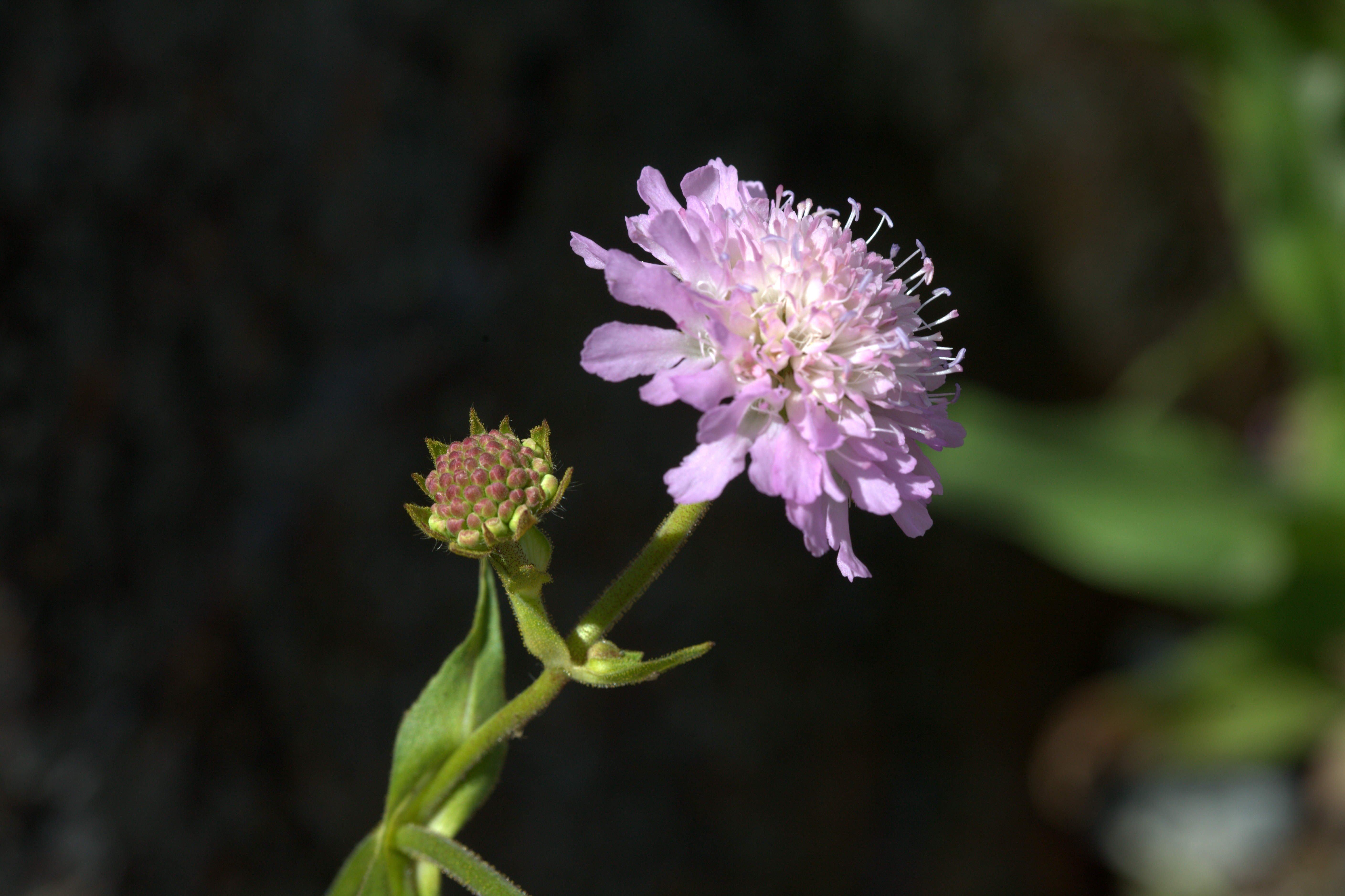
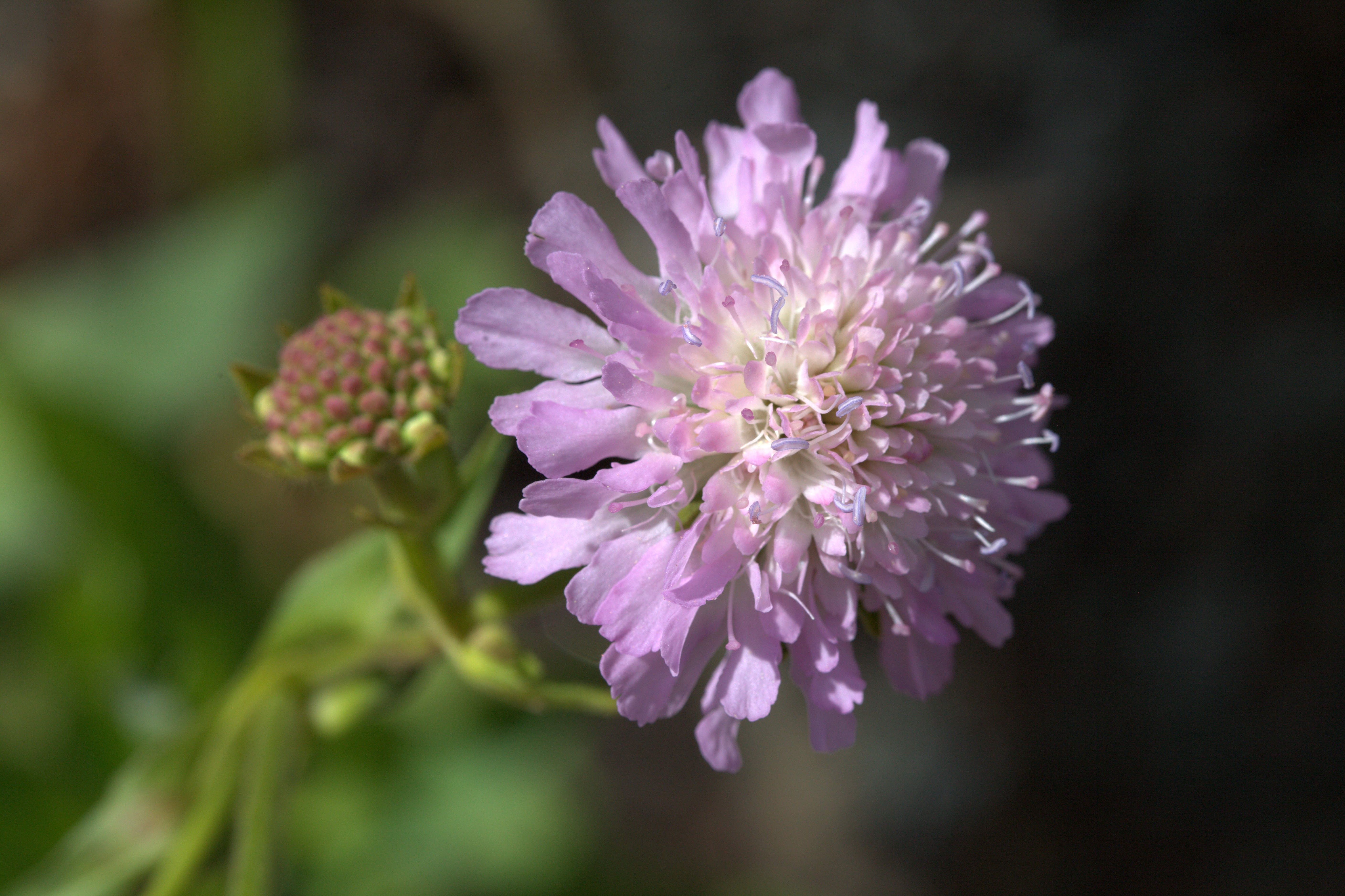
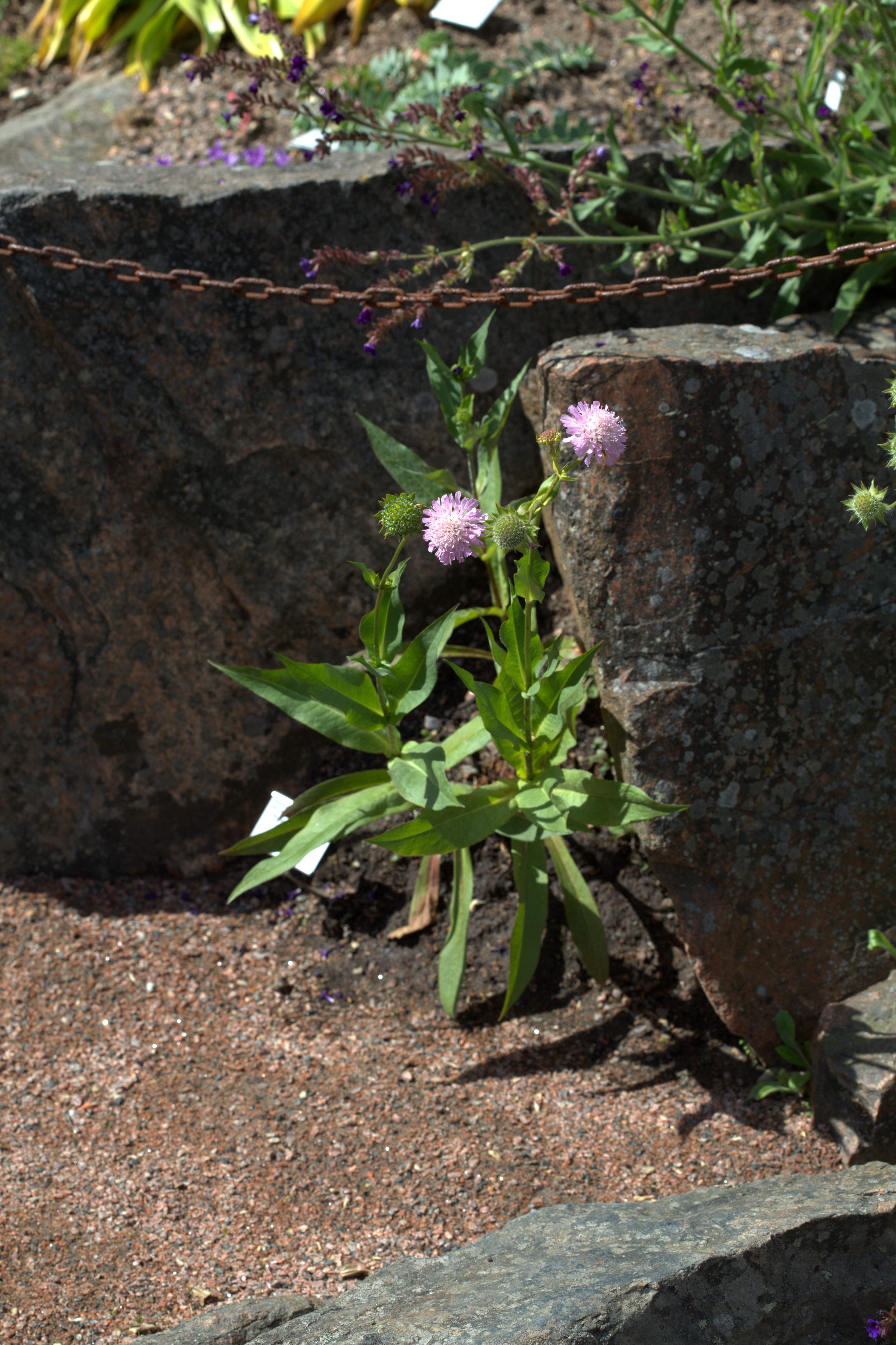